# 2012年京都市長選挙
2012年京都市長選挙は、日本の地方自治体である京都市の執行機関である京都市長を選出するために行われた選挙で、2012年2月5日に投票が行われた。

## 概要
京都市長の任期4年が満了したことに伴って実施された。4年前の市長選挙で初当選した門川大作市長による市政に対する評価のみならず、前年2011年3月に発生した東北地方太平洋沖地震による震災（東日本大震災）と福島第一原子力発電所事故を教訓に都市基盤整備や都市防災をどう進めるのか、地方分権を踏まえた都市制度の在り方を問う選挙となった。また前年11月の大阪ダブル選挙（大阪府知事選・大阪市長選）後初の大型地方選挙となるだけに、次期総選挙の前哨戦としても注目された。現職で再選を目指す門川と前回市長選挙にも立候補した弁護士の中村和雄による一騎討ちとなった選挙の結果、現職の門川が再選を果たした。

## 選挙日程など
- 選挙事由：任期満了
- 告示日：2012年1月22日
- 投票日：2012年2月5日
- 投票日当日有権者数：1,140,156名（前回選挙1,142,979名）前回比－0.25%

当日有権者数は、京都市選挙管理委員会事務局 「京都市長選挙における当日有権者数について」 より。

## 候補者
立候補を届け出たのは、現職の門川大作と新人の中村和雄の二人である。両者とも無所属であるが、門川を民主党や自由民主党（以下、自民党）および公明党などが与野党相乗りで推し、中村を日本共産党（以下、共産党）が推す「非共産対共産」の構図となった。地域政党である京都党は当初、独自候補の擁立を目指していたが擁立作業が難航し、結局見送ることになった。
凡例
民主＝民主党、自民＝自由民主党、公明＝公明党、みんな＝みんなの党、共産＝日本共産党、社民＝社会民主党　　
| 候補者名 | 年齢 | 党派   | 新旧        | 推薦・支持党派                         | 経歴など                 |
| -------- | ---- | ------ | ----------- | -------------------------------------- | ------------------------ |
| 中村和雄 | 57   | 無所属 | 新人        | 共産                                   | 弁護士、市民団体事務局長 |
| 門川大作 | 61   | 無所属 | 現職（1回） | 民主・自民・公明・みんな・社民（府連） | 京都市長                 |

出典：“中村氏と門川氏が再対決　京都市長選告示”. 京都新聞. (2012年1月22日) 2012年2月26日閲覧。

## 争点
市長選挙では、現職の門川市長による市政に対する評価だけでなく、都市基盤整備や災害対策および原発問題も争点となった。市の一部行政区が福井県にある関西電力大飯原子力発電所から30キロ圏内に位置するため、中村・門川両候補とも原子力災害を想定した防災計画策定や放射線監視体制強化を訴えた。特に中村は選挙公約集（マニフェスト）の最大の目玉として「脱原発宣言の発進」「国と電力会社に脱原発を迫る」事を掲げ、選挙戦でも脱原発運動に取り組む俳優の山本太郎を招くなど脱原発を積極的に訴えた。

## 選挙結果
2月5日の投開票の結果、現職の門川市長が中村を破って再選を果たした。投票率は前回1％ほど下回り過去四番目に低い投票率となった。なお、東山区では前々回（2004年）から、上京区では前回（2008年）から電子投票が導入され、今回も実施している。
- 投票率：36.77%（投票者数419,217名）前回比－1.05%

京都市長選挙の投票結了速報（京都市選挙管理委員会）2012年2月26日閲覧
| 当落     | 氏名     | 党派     | 新旧        | 得票数  | 得票率 | 推薦・支持                             |
| -------- | -------- | -------- | ----------- | ------- | ------ | -------------------------------------- |
| 当選     | 門川大作 | 無所属   | 現職（2回） | 221,765 | 53.8%  | 民主・自民・公明・みんな・社民（府連） |
|          | 中村和雄 | 無所属   | 新人        | 189,971 | 46.1%  | 共産                                   |
| 有効得票 | 有効得票 | 有効得票 | 有効得票    | 411,736 |        |                                        |
| 無効票   | 無効票   | 無効票   | 無効票      | 6,740   |        |                                        |
| 投票総数 | 投票総数 | 投票総数 | 投票総数    | 418,476 |        |                                        |

出典：京都市長選挙の開票結了（京都市選挙管理委員会）　　　
※電子投票における「投票操作中止」「投票未操作」（計733件）は投票総数に含まず「持ち帰り票」扱いとなり、投票総数には含まれない。なお、全投票所における持ち帰り票（電子投票関連を含まず）は8件だった。